# Hippopotamyrus retrodorsalis
Hippopotamyrus retrodorsalis är en fiskart som först beskrevs av Nichols och Griscom, 1917.  Hippopotamyrus retrodorsalis ingår i släktet Hippopotamyrus och familjen Mormyridae. IUCN kategoriserar arten globalt som otillräckligt studerad. Inga underarter finns listade i Catalogue of Life.